# Martinos
Martinos (auch fälschlich Marinos; mittelgriechisch Μαρτίνος, mittellateinisch Martinus; * nicht vor August 632 in Konstantinopel; † wohl Ende September 641 ebenda oder auf Rhodos) war seit 639 Caesar und eventuell im Herbst 641 für wenige Tage Mitkaiser des Byzantinischen Reiches.

## Leben
Martinos war der zweitjüngste Sohn des Kaisers Herakleios und der Martina. Diese setzte alles daran, dass ihr ältester leiblicher Sohn Heraklonas alleiniger Thronerbe und dessen Stiefbruder Konstantin III. von der Thronfolge ausgeschlossen werden sollte. Noch unter Herakleios wurde Martinos Anfang 639 zum nobilissimus und später im selben Jahr zum Caesar proklamiert. Nachdem Heraklonas am 25. Mai 641 die Alleinherrschaft übernommen hatte, könnte Martinos im September zusammen mit einem weiteren Bruder (David Tiberios) und dem späteren Alleinherrscher Konstans II. zum Basileus und Mitkaiser avanciert sein. Wohl Ende des Monats (oder im November) wurden Martina und ihre Söhne gestürzt, verstümmelt und nach Rhodos verbannt; dabei dürfte Johannes von Nikiu zufolge auch Martinos den Tod gefunden haben.